# 王宸 (清代画家)

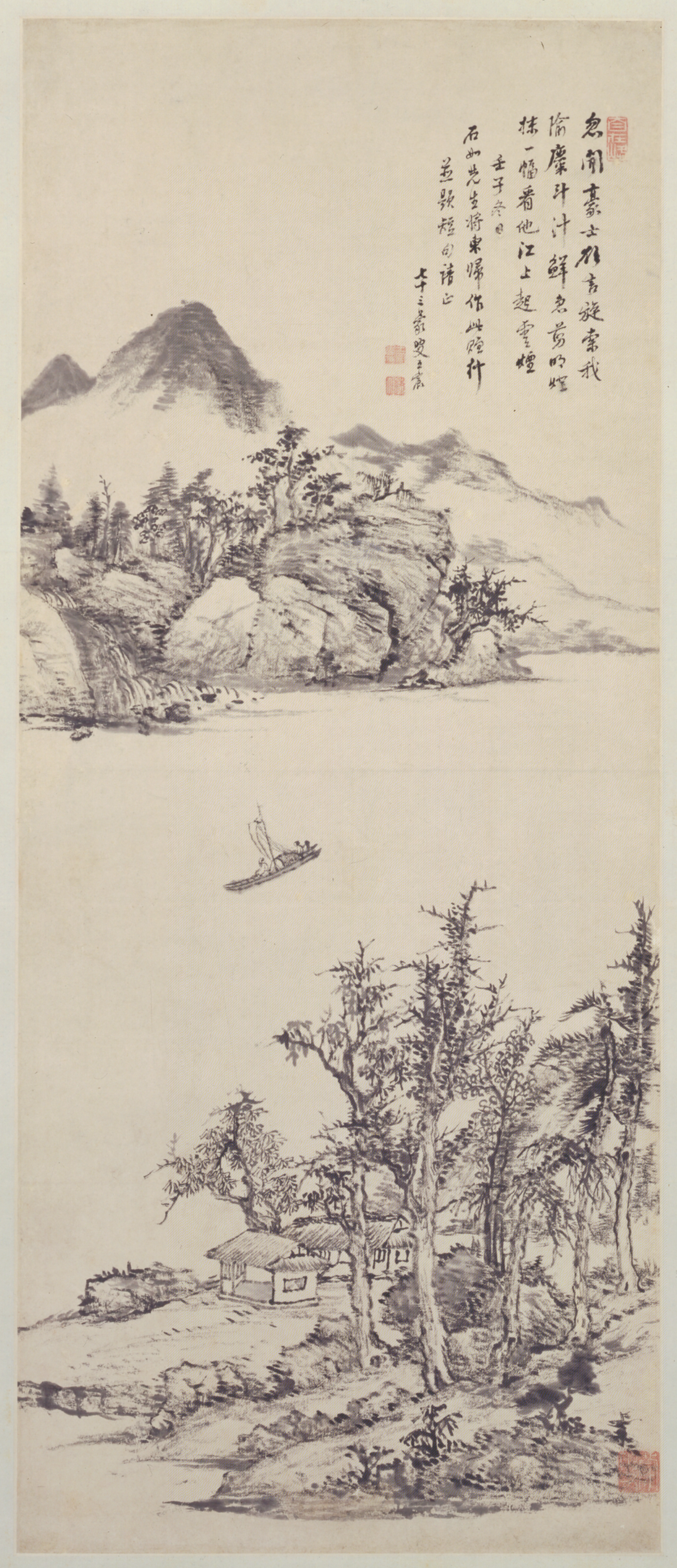
王宸《山水圖》（北京故宫博物院藏）

王宸（1720年—1797年），字子凝，一作字子冰，號蓬薪、蓬樵、老蓬仙、瀟湘翁、柳東居士、蒙叟、玉虎山樵、退官衲子，江蘇太倉州（今江蘇太倉市）人，清代畫家。王原祁曾孫。“小四王”之一。